# Dryopteris fuscoatra
Dryopteris fuscoatra är en träjonväxtart som först beskrevs av Wilhelm B. Hillebrand och som fick sitt nu gällande namn av Benjamin Lincoln Robinson.
Dryopteris fuscoatra ingår i släktet Dryopteris och familjen Dryopteridaceae. Utöver nominatformen finns också underarten Dryopteris fuscoatra lamoureuxii.